# Железнодорожный пост 72-го км
72-го км — железнодорожный пост (тип населённого пункта) в Вельском районе Архангельской области. Входит в состав Муниципального образования «Солгинское». Фактически — урочище.

## География
Расположен на юге области и района, в лесной местности, в 45 км от города Вельска.
Климат
Находится на территории, приравненный к районам Крайнего Севера

## История
Населённый пункт возник у железнодорожного поста 72 километр Северной железной дороги.

## Население
| 2002 | 2010 | 2012 | 2014 |
| ---- | ---- | ---- | ---- |
| 0    | →0   | →0   | →0   |

## Инфраструктура
Путевое хозяйство.
Централизованное электроснабжение отсутствует.
Учреждений социальной сферы нет.

## Транспорт
Посёлок доступен автомобильным и железнодорожным транспортом.
Выезд на автодорогу регионального значения 11К-001 Коноша — Вельск; есть автодорожное сообщение с административным центром района.